# Build Your Weapons – The Very Best of the Noise Years 1986–1988
A Build Your Weapons – The Very Best of the Noise Years 1986–1988 a kanadai Voivod együttes 2017-ben megjelent válogatáslemeze. A kiadvány a zenekar 1986 és 1988 között, a német Noise lemezkiadónál megjelent három nagylemezének (Rrröööaaarrr, 1986; Killing Technology, 1987; Dimension Hatröss, 1988) dalaiból ad alapos áttekintést.

## Az album dalai
1. lemez
1. Korgüll the Exterminator
2. Fuck Off and Die
3. Ripping Headaches
4. Thrashing Rage
5. The Helldriver
6. Build Your Weapons
7. Killing Technology
8. Overreaction
9. Tornado
10. Forgotten in Space

2. lemez
1. Ravenous Medicine
2. Order of the Blackguards
3. Cockroaches
4. Experiment
5. Tribal Convictions
6. Chaosmöngers
7. Technocratic Manipulators
8. Macrosolutions to Megaproblems
9. Brain Scan
10. Psychic Vacuum

## Közreműködők
- Denis Belanger "Snake" – ének
- Denis D'Amour "Piggy" – gitár
- Jean-Yves Theriault "Blacky" – basszusgitár
- Michel Langevin "Away" – dobok

## Külső hivatkozások
- Voivod.NET